# Qidou (köpinghuvudort i Kina, Jiangsu Sheng, lat 30,95, long 120,39)
Qidou (kinesiska: 七都) är en köpinghuvudort i Kina. Den ligger i provinsen Jiangsu, i den östra delen av landet, omkring 190 kilometer sydost om provinshuvudstaden Nanjing. Antalet invånare är 78 000. Befolkningen består av 38 299 kvinnor och 39 701 män. Barn under 15 år utgör 11,0 %, vuxna 15-64 år 76 %, och äldre över 65 år 11,0 %.
Runt Qidou är det tätbefolkat, med 947 invånare per kvadratkilometer. Närmaste större samhälle är Zhili, 15,3 km sydväst om Qidou. 
Genomsnittlig årsnederbörd är 1 675 millimeter. Den regnigaste månaden är juni, med i genomsnitt 253 mm nederbörd, och den torraste är november, med 62 mm nederbörd.